# Massimo De Bertolis
Massimo De Bertolis (ur. 28 kwietnia 1975 w Feltre) – włoski kolarz górski, złoty medalista mistrzostw świata w maratonie MTB.

## Kariera
Największy sukces w karierze Massimo De Bertolis osiągnął w 2004 roku, kiedy zdobył złoty medal podczas mistrzostw świata w Bad Goisern. W zawodach tych wyprzedził bezpośrednio Francuza Thomasa Dietscha oraz Holendra Barta Brentjensa. Był to jedyny medal wywalczony przez De Bertolisa na międzynarodowej imprezie tej rangi. W tym samym roku został także mistrzem Włoch w maratonie MTB, a w 2007 roku zajął drugie miejsce w klasyfikacji generalnej Pucharu Świata w maratonie (wygrał Thomas Dietsch). Nigdy nie brał udziału w igrzyskach olimpijskich.